# Toni Myers
Toni Myers (29 de septiembre de 1943-Toronto, 18 de febrero de 2019) fue una editora, productora, directora y guionista de cine canadiense, reconocida por su trabajo en formato 3D IMAX.

## A Beautiful Planet
Su trabajo más reciente es el documental de 2016 A Beautiful Planet, que muestra imágenes de la tierra desde la Estación Espacial Internacional. El documental, que presenta entrevistas con astronautas de diferentes nacionalidades que conviven en la estación, fue narrado por la popular actriz Jennifer Lawrence.

## Filmografía seleccionada
- Blue Planet (1990) (escritora, editora y narradora)
- Destiny in Space (1994) (escritora, editora,)
- Mission to Mir (1997) (productora, editora y escritora)
- Hubble 3D (2010) (escritora, productora, editora y directora)
- A Beautiful Planet (2016) (escritora, productora y directora)
- Under The Sea 3D (2009) (editora, escritora y productora)
- Estacion Especial 3D (2001) (editora, escritora, directora y productora)
- L5: First City in Space (1996) (editora, escritora, directora y productora)
- At the Max (1991) (editora y productora)
- The Dream Is Alive (1985) (editora y escritora)
- Hail Columbia (1982) (editora)
- Surfacing (1981) (editora)
- By Design (1981) (editora)
- For The Record (1978) (editora)
- Arts Cuba (1977) (editora)
- Ada (1976) (editora)
- Dreamspeaker (1976) (editora)
- North Of Superior (1971) (editora)